# Rimosodaphnella
Rimosodaphnella é um gênero de gastrópodes pertencente a família Raphitomidae.

## Espécies
- Rimosodaphnella angulata (Habe & Masuda, 1990)
- Rimosodaphnella brunneolineata Bonfitto & Morassi, 2013
- Rimosodaphnella deroyae McLean & Poorman, 1971[3]
- Rimosodaphnella morra (Dall, 1881)[4]
- Rimosodaphnella semicolon (Wood, 1842)
- Rimosodaphnella solomonensis Bonfitto & Morassi, 2013
- Rimosodaphnella tenuipurpurata Bonfitto & Morassi, 2013
- †Rimosodaphnella textilis (Brocchi, 1814)

Espécies trazidas para a sinonímia
- Rimosodaphnella sculpta (Hinds, 1843):[5] sinônimo de Veprecula sculpta (Hinds, 1843)